# Bruchophagus brevipetiolatus
Bruchophagus brevipetiolatus är en stekelart som först beskrevs av Girault 1915.  Bruchophagus brevipetiolatus ingår i släktet Bruchophagus och familjen kragglanssteklar. Inga underarter finns listade.